# ادگفیلد (کارولینای جنوبی)
ادگفیلد(به انگلیسی: Edgefield) شهری در ایالت کارولینای جنوبی کشور ایالات متحده آمریکا است که جمعیت آن در سرشماری سال ۲۰۱۰ میلادی، ۴٬۷۵۰ نفر بوده‌است.